# Short L.17 Scylla
Dimensions
Le Short L.17 Scylla était un avion de ligne quadrimoteur biplan britannique à 39 où 40 passagers, conçu et fabriqué par la société nord-irlandaise Short Brothers pour répondre à un besoin de la compagnie Imperial Airways pour un appareil devant apporter son soutien à la flotte de Handley Page H.P.42 déjà existante, après que le constructeur Handley Page ait présenté un prix d'achat excessif pour la production de deux avions supplémentaires.
Imperial Airways utilisa l'avion pour des liaisons régulières entre Londres et Paris, ainsi que d'autres villes européennes. Il ne fut produit qu'à deux exemplaires, portant les noms de baptême « Scylla » (G-ACJJ) et « Syrinx » (G-ACJK). Ils servirent tous les deux au sein de la compagnie jusqu'à sa fusion avec la British Overseas Airways Corporation (BOAC), en 1939, puis furent retirés du service l'année suivante.

## Conception et développement

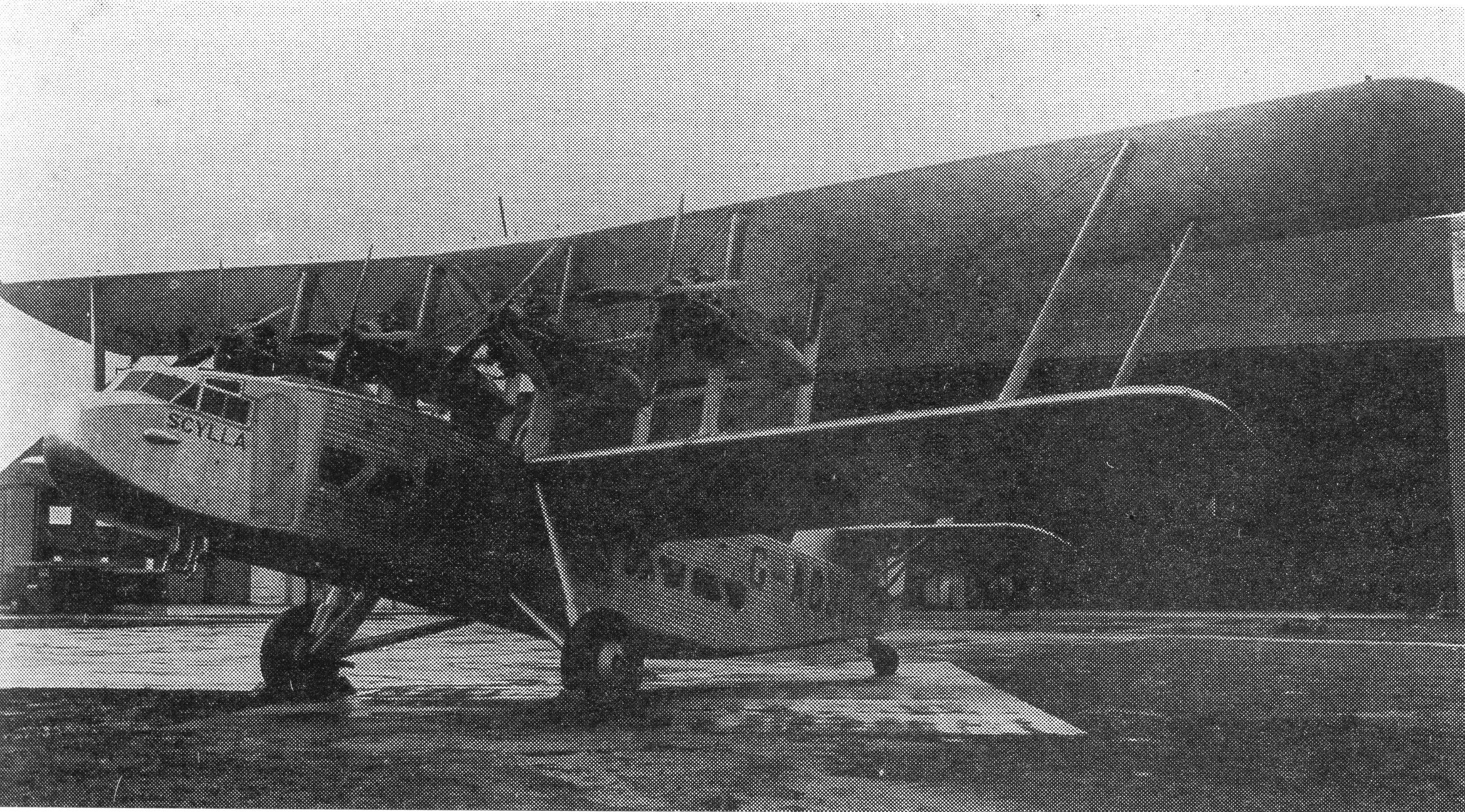
G-ACJJ, photographié en mai 1934.

Le Scylla était un développement dérivé basé à terre du Kent, un hydravion du même constructeur. Portant d'ailleurs initialement la désignation S.17/L, il utilisait la majeure partie de la structure aérodynamique du Kent, la grosse différence concernant surtout le fuselage redessiné.
L'appareil était un biplan de construction entièrement métallique, d'une envergure de 34,44 mètres, initialement propulsé par quatre moteurs en étoile Bristol Jupiter XFBM montés sur des supports verticaux disposés entre les ailes supérieure et inférieure. Le fuselage, de section carrée et composé de cadres et de renforts, était installé sous l'aile inférieure. La section de queue ne possédait qu'une dérive et un stabilisateur horizontal était placé à environ un quart de sa hauteur. Le Scylla était initialement équipé de compensateurs de type Flettner, permettant de réduire l'effort à appliquer aux commandes de lacet. Un compensateur expérimental sur la gouverne de lacet fut testé sur le Scylla (G-ACJJ) pendant un temps. L'expérience acquise avec cet essai pourrait avoir contribué au dépôt ultérieur d'un brevet, soumis conjointement par Shorts et Dudley Lloyd Parkes, le 7 août 1936.
Le train d'atterrissage principal possédait une roue montée de chaque côté du fuselage, fixée par trois supports placés en diagonale, un vers le haut et les deux autres vers le bas du fuselage. Il n'y avait qu'une seule roulette de queue. Des ailerons étaient présents sur les deux ailes.
Les nacelles avaient été conçues pour recevoir des moteurs Jupiter, Pegasus ou Perseus sans nécessiter de modifications. Cette idée permit plus tard de remplacer les deux Jupiters intérieurs du Syrinx (G-ACJK) par deux Perseus IIL à chemises louvoyantes de 540 ch (400 kW), afin de tester leurs performances en conditions de vol. quand le Syrinx fut reconstruit (après avoir été sévèrement endommagé par des vents traversiers pendant un roulage sur l'aéroport de Bruxelles), il fut rééquipé avec quatre Pegasus XC, d'une puissance unitaire de 660 ch (492 kW).
Il est présenté par la publicité de la compagnie comme « l'avion le plus luxueux du monde » avec son restaurant.